# Championnat d'Union soviétique féminin de football
Le championnat d'URSS de football féminin est une compétition de football féminin opposant les meilleurs clubs d'URSS. La compétition n'a connue que deux saisons (1990 et 1991).

## Histoire
L'édition 1990 du Championnat d'URSS est disputée par 24 clubs divisés en 2 groupes. Les 3 derniers de chaque groupe sont relégués en deuxième division tandis que les autres disputent un barrage contre l'équipe de l'autre groupe ayant le même classement : le 9e du groupe 1 affronte ainsi le 9e du groupe 2 et ainsi de suite jusqu'aux vainqueurs de chaque groupe qui jouent la finale. Celle-ci est remportée par le Niva Baryshenka.
Lors de la saison 1991, les deux premiers de chaque groupe se qualifient pour les demi-finales. La finale est gagnée par le Tekstilchtchik Ramenskoïe. La dissolution de l'URSS entraîne la fin du championnat, chaque club évoluant désormais dans le championnat de son pays respectif.

## Palmarès
| Saison | Champion                   |
| ------ | -------------------------- |
| 1990   | Niva Baryshevka            |
| 1991   | Tekstilchtchik Ramenstroïe |